# Trío para piano, WoO 38 (Beethoven)

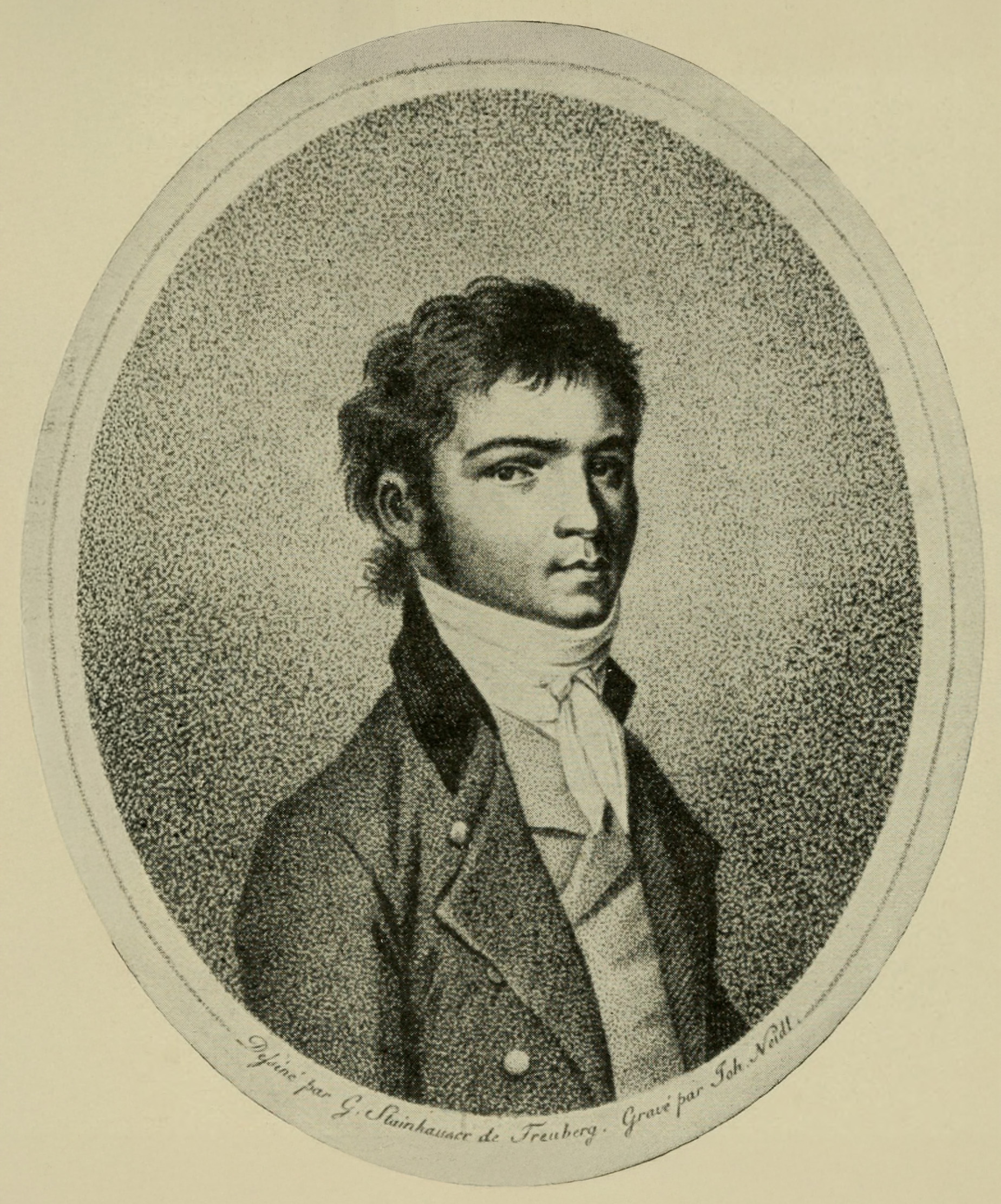
Beethoven en 1796.

El Trío para piano en mi bemol mayor, WoO 38 es una pieza camerística para violín, violonchelo y piano compuesta por Ludwig van Beethoven en 1790 o 1791.

## Historia

### Composición
La composición de esta pieza tuvo lugar en 1790 o 1791. Se cree que Beethoven trabajó en este trío poco antes de marcharse de Bonn a Viena en 1792. Se desconocen las circunstancias exactas de la composición. La obra permaneció inédita y fue descubierta entre los papeles del compositor tras su muerte en 1827. Esta fue la primera vez que se atrevió con el género del trío para piano, aunque su naturaleza es más convencional que los Tríos para piano Op.1, que escribió entre 1794 y 1795. Continuó explorando el género en 1811, hasta alcanzar la cumbre con su Trío Archiduque, Op. 97. No fue casualidad que escogiera este medio para darse a conocer al mundo de la música. La combinación de violín, violonchelo y piano era la favorita de los aficionados y auguraba buenas ventas. Le aseguraba a Beethoven un papel estelar en su propio instrumento. Y, a diferencia del cuarteto de cuerdas y la sinfonía, no había ocupado un lugar central en la producción de Mozart o Haydn, cuya maravillosa serie de tríos tardíos no se introdujo en Viena hasta su regreso de Londres en agosto de 1795.
Entre las numerosas obras de Beethoven compuestas durante sus dos últimos años en Bonn, las de estilo sonata son generalmente las más flojas. Entre ellas se encuentran un movimiento inacabado para una sinfonía en do menor, un trío para piano, flauta y fagot y el Trío para piano, WoO 38. Según el catálogo manuscrito de las obras de Beethoven iniciado por Anton Gräffer en septiembre de 1827, la WoO 38 estaba inicialmente destinada a formar parte del conjunto de Tríos Op. 1. Esto es difícil de creer ya que cada trío del Op. 1 consta de cuatro movimientos a diferencia de los tres movimientos del WoO 38 y además el estilo compositivo no es tan avanzado como el del Op. 1. El piano domina la obra en todo momento; obras posteriores del género muestran un enfoque más equilibrado. Según el biógrafo Anton Schindler, Beethoven le dijo sobre este trío que era "uno de sus ensayos más elevados de composición en estilo libre". Pero la verosimilitud de esta afirmación choca con el hecho de que el propio compositor acabó rechazando esta pieza como parte del Opus 1 por encontrarla demasiado floja.

### Publicación
La primera publicación de la pieza, encontrada entre las obras de Beethoven tras su muerte, fue llevada a cabo de manera póstuma por F. P. Dunst en 1830 en Frankfurt, junto con el Allegretto en si bemol mayor, WoO 39 y la Sonata para piano en do mayor, WoO 51. La primera edición incluía una declaración en la que se afirmaba que la obra era de Beethoven, firmada por Carl Czerny, Anton Diabelli y Ferdinand Ries. En aquel momento se dijo que la partitura autógrafa estaba en posesión de Anton Schindler, pero, según Cooper, ahora se ha perdido.

## Estructura y análisis
La pieza consta de tres movimientos:
- I. Allegro moderato, en mi bemol mayor 2
4
- II. Scherzo. Allegro ma non troppo, en mi bemol mayor 3
4
- III. Rondo. Allegretto, en mi bemol mayor 6
8

La interpretación de esta obra dura aproximadamente entre 13 y 15 minutos. Esta es la primera composición de Beethoven en la que se utiliza la marca de tempo Scherzo.

### I.Allegro moderato
El primer movimiento, Allegro moderato, está escrito en la tonalidad en mi bemol mayor, en compás de 2/4 y en forma sonata. Sin introducción, el movimiento se abre con rápidas figuras de semicorcheas que constituyen la primera parte del tema principal. De manera predecible, la transición a la dominante comienza con una repetición de estos primeros compases, seguida de una nueva idea que impulsa el ritmo hacia delante. El material secundario, en la dominante, es excepcionalmente poco melódico y consiste en rápidas escalas y arpegios. La sección de desarrollo se centra en la figura de semicorchea inicial, interpretada en las cuerdas sobre un fondo armónico en el piano. En la recapitulación, Beethoven prolonga los diez primeros compases de la exposición, desarrollando aún más el material.

### II.Scherzo. Allegro ma non troppo
El segundo movimiento, Scherzo. Allegro ma non troppo, está también en mi bemol mayor y en compás de 3/4. Es un scherzo que se aparta ligeramente de la tradición en el sentido de que la segunda parte se construye íntegramente a partir de la primera, pero el material se amplía casi de forma evolutiva. La sección del trío, también en la tónica, es más relajada y fluida que el scherzo y su estructura formal es muy tradicional.

### III.Rondo. Allegretto
El tercer y último movimiento, Rondo. Allegretto, continúa en la tonalidad inicial y el compás es 6/8. Beethoven orquesta el tema del Finale de tal manera que todos los instrumentos tocan en el mismo registro, creando un sonido turbio y denso. Aunque hay algunas inflexiones cromáticas en los pasajes melódicos, los episodios nunca se alejan de la tónica. El compositor crea variedad entre las apariciones del tema del rondó a través de momentos sorprendentemente sutiles tanto de variación como de reasignación del material a nuevos instrumentos.